# سرخیو الوارز (بازیکن فوتبال، زاده ۱۹۹۲)
سرخیو الوارز (انگلیسی: Sergio Álvarez؛ زادهٔ ۲۳ ژانویهٔ ۱۹۹۲) بازیکن فوتبال اهل اسپانیا است.
از باشگاه‌هایی که در آن بازی کرده‌است می‌توان به باشگاه فوتبال ایبار و باشگاه فوتبال اسپورتینگ خیخون اشاره کرد.
وی همچنین در تیم‌های ملی فوتبال زیر ۱۸ سال اسپانیا و زیر ۱۹ سال اسپانیا بازی کرده‌است.